# Rafael Samudio
Rafael Samudio Molina (3 de enero de 1932-11 de junio de 2025) fue un militar colombiano, General del Ejército Nacional de Colombia. Fue ministro de defensa nacional entre 1986 y 1988.

## Biografía
Durante la presidencia de Virgilio Barco fue nombrado ministro de Defensa Nacional de 1986 a 1988, en el que tuvo que lidiar con situaciones como el asesinato de Guillermo Cano y Carlos Mauro Hoyos. Se destacó por su lucha contra el narcoterrorismo desatado por Pablo Escobar. Realizó cursos militares en la Escuela de las Américas en Panamá. En 1985, estando en el cargo de Jefe del Estado Mayor Conjunto de las Fuerzas Militares de Colombia, comandó por radio a los comandos del Ejército, durante la Toma del Palacio de Justicia por parte de guerrilleros del M-19. En las comunicaciones radiales militares se identificó como "Paladín 6". Falleció el día 11 de junio de 2025 en Bogotá D.C.

### Atentado
El General Samudio fue víctima de un atentado cuando fue comandante del Ejército, el 23 de octubre de 1985, días antes de la toma al Palacio de Justicia, acción que fue repudiada por las Fuerzas Militares. A raíz de la reacción de los militares, el M-19 anunció ante los medios de comunicación que iban a realizar “algo de tanta trascendencia que el mundo va a temblar”.

### Caso del Palacio de Justicia
A raíz de la desaparición de 11 personas en la operación de retoma, el General Samudio Molina es investigado por la Fiscalía General de la Nación, ya que formaba parte de la cadena de mando que dio las órdenes de ingresar al edificio y rescatar a los rehenes. La Fiscalía lo sindicó de desaparición forzada y secuestro.
Ante las acusaciones el General(r) Samudio se declaró inocente, tras una indagatoria el 1 de agosto de 2008. Mientras que las autoridades lo indagaron acerca de su participación en las órdenes que altos mando militares daban a subalternos en especial con la desaparición de la guerrillera del M-19, Irma Franco y que había sido reportada como desaparecida. Las conversaciones alcanzaron a ser grabadas por el radio aficionado Pablo Montaña. El General (r) Samudio dijo no haber reconocido ni las voces en las grabaciones como tampoco las órdenes.
El 15 de enero de 2009, Samudio declaró ante la Fiscalía General de la Nación que el "único responsable del operativo de retoma del Palacio de Justicia fue el ex comandante de la Décima Tercera Brigada del Ejército, general en retiro Jesús Armando Arias Cabrales", alegando que la responsabilidad penal era individual, y que él no podía responder por los actos de los demás miembros de las Fuerzas Militares. Sin embargo, la fiscal delegada ante la Corte Suprema de Justicia, Ángela María Buitrago le formuló cargos a Samudio como presunto responsable de secuestro agravado y desaparición forzada agravada. En la Fiscalía quedó sin determinar si se pedía su arresto.

## Honores militares
- General del Ejército Colombiano.
- Estrella de policía categoría Cívica en el grado de gran oficial por Decreto 3044 de 1985.
- Orden de Boyacá por Decreto 2395 de 1986.
- "Hall of Fame" de la Escuela de las Américas.